# برات آند ويتني بي دبليو 6000
برات آند ويتني بي دبليو 6000 (بالإنجليزية: Pratt & Whitney PW6000)‏ هو محرك توربيني مروحي نفاث، من عائلة المحركات العالية الالتفافية، حاصل على شهادة صلاحية لقوة دفع تتراوح بين 18,000 إلى 24,000 رطل (82-109 كيلو نيوتن). صمم للاستخدام على طائرة إيرباص إيه 318.

## التصميم والتطوير
صممت برات آند ويتني محرك بي دبليو 6000 مع الحد الأدنى من التعقيدات، للحد بشكل كبير من تكاليف الصيانة وتحقيق أقل وزن ممكن للتوفير في استهلاك الوقود.

## التطبيقات
- إيرباص إيه 318

## المواصفات
البيانات من 

### الخصائص العامة
- نوع: اثنان بكرة عالية تجاوز نسبة المروحي
- طول: 108 بوصة (2.74 م)
- قطر: 56.5 بوصة (1.44 م)
- الوزن الجاف: 5046 رطل (2289 كلغ)

### مكونات
- ضاغط: واحد مروحة المرحلة، المرحلة 4 ضاغط منخفض الضغط، 6 المرحلة ضاغط الضغط العالي
- الاحتراق : حلقي
- التوربين : مرحلة واحدة عالية توربينات الضغط، 3 المرحلة التوربينات منخفض الضغط

### أداء
- أقصى قوة الدفع : 22,100 - 23,800 رطل (99-106 كيلو نيوتن)
- نسبة الضغط الكلي : 26,1-28,2
- تجاوز نسبة : 4,8-5,0
- نسبة قوة الدفع إلى الوزن : 4.7

## قوائم ذات صلة
- قائمة محركات الطائرات

## وصلات خارجية
- Pratt & Whitney PW6000 product page صفحة المنتج برات آند ويتني بي دبليو 6000
- Cutaway drawing of a PW6000 رسم هندسي قطعي لمحرك بي دبليو 6000
- Cutaway drawing of a PW6000 رسم هندسي قطعي لمحرك بي دبليو 6000